# Festa di sant'Alfio a Lentini
La festa di Sant'Alfio o meglio i festeggiamenti in onore dei Santi Martiri Alfio, Filadelfo e Cirino sono la più importante festa religiosa della città di Lentini, la quale celebra i suoi Santi Patroni tutelari. Si svolgono tutti gli anni il 9-10-11 maggio e il 2 settembre (data che ricorre il rientro delle Sacre Reliquie dei Tre Fratelli in città, nel 1517). Sant'Alfio è considerato il Patrono dei muti.

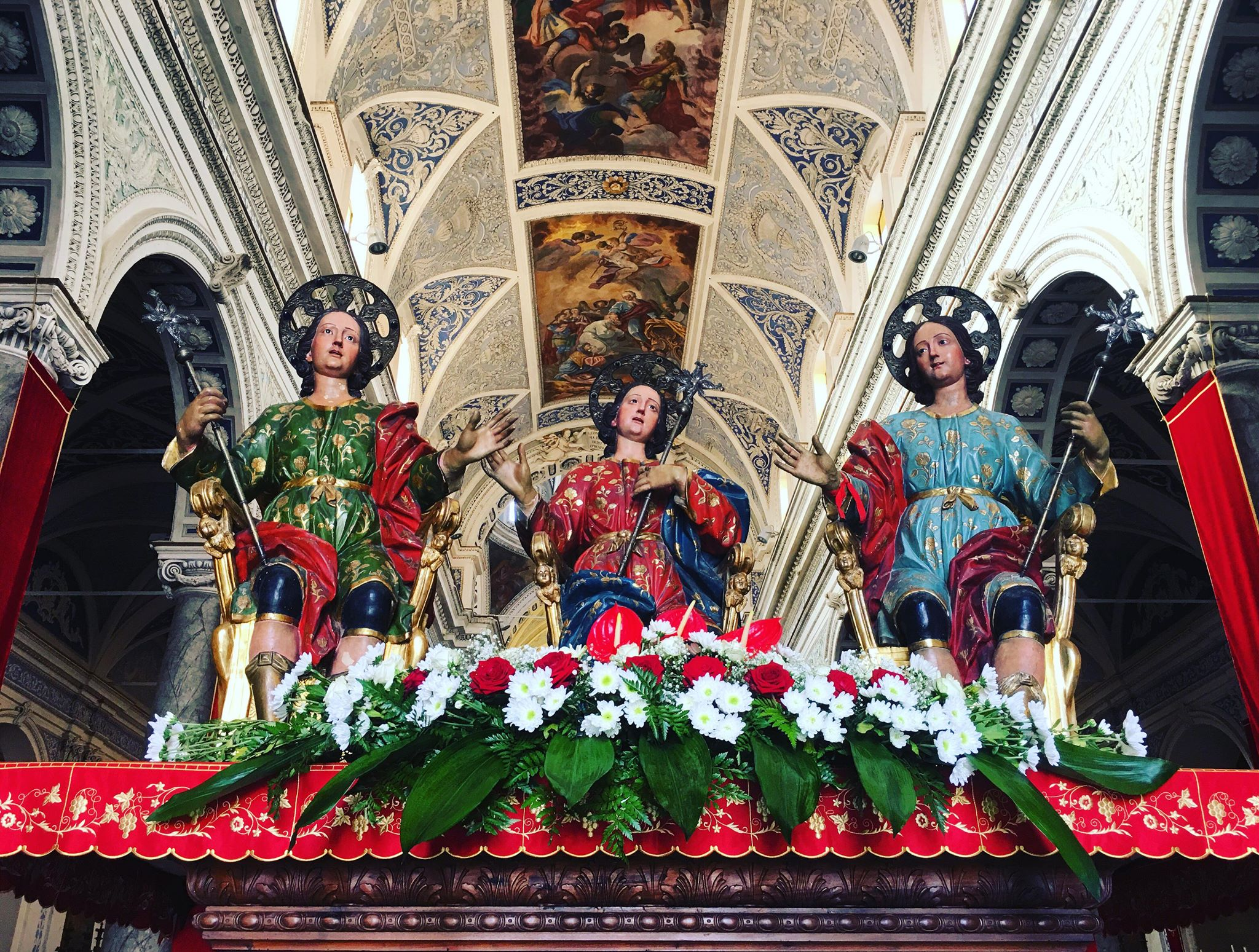
Simulacri dei Santi Martiri Alfio, Filadelfo e Cirino all'interno della Chiesa Madre (Ex Cattedrale) Santa Maria la Cava e Sant'Alfio - Lentini (SR)

## Festività e riti
(Invocazione popolare lentinese)
(Invocazione popolare lentinese)

Festa di Sant'Alfio, 10 Maggio 1909/1910 - Lentini (SR)

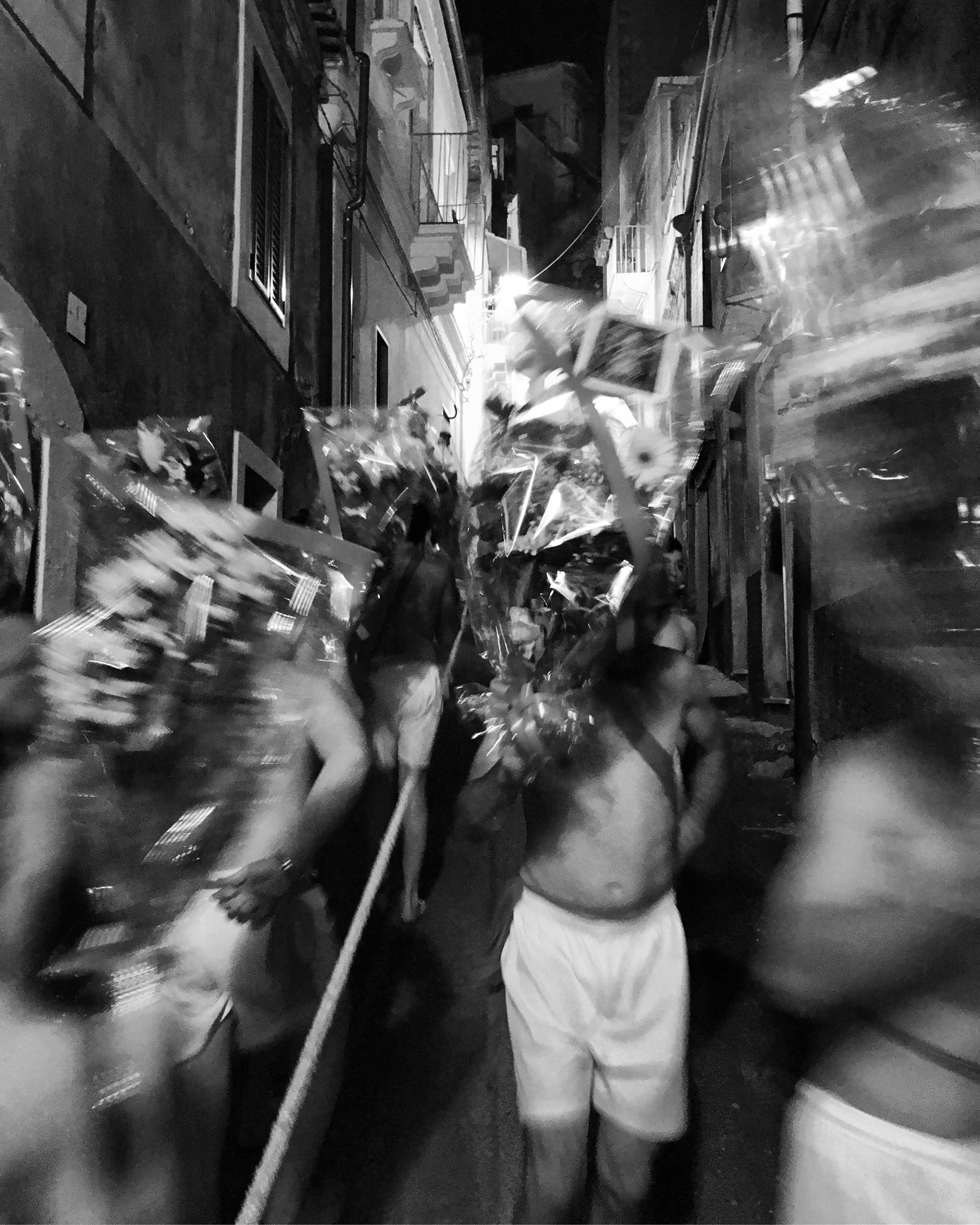
I Nuri durante il Giro Santo (A Via) - Lentini (SR)

All'alba del 1º maggio, nella loggia campanaria dell’Ex Cattedrale dedicata a Santa Maria la Cava e Sant'Alfio i rintocchi della più piccola tra le campane (ribattezzata la Nona) precedono il suono delle restanti principali. Nello stesso istante, i primi spari dei mortaretti provenienti dal Cimitero simboleggiano un’antica e lieta tradizione: i defunti, infatti, ricorderebbero ai vivi che i Festeggiamenti in onore dei Santi Martiri Alfio, Filadelfo e Cirino sono ormai imminenti. I successivi spari - provenienti da Piazza Duomo - avverranno regolarmente ogni giorno alle ore 7:00, 8:00, 9:00, 11:00 e 17:00. Nella notte che precede il mese di maggio, un tempo dedicato alle feste di Ercole che nei campi leontini sconfisse il Leone di Nemea,  u paraturi ha addobbato con drappi rossi e bianchi l'Ex Cattedrale ed è stato preparato l'altare papale sulla cripta che racchiude il Sepolcro dei Tre Fratelli. Contemporaneamente, le bande musicali percorrono le vie cittadine per annunciare a tutti l'arrivo della Festa. Dal 1° al 9 maggio, il cerimoniale prevede la Novena in Chiesa Madre alle ore 11:00 ed alle ore 17:00; alle ore 20:00, invece, viene celebrata la Novena solenne presso la Chiesa dei Tre Santi (o della Fontana) eretta nel luogo in cui i Tre Fratelli subirono il martirio. Nel frattempo, presso il Carcere (o Grotta) dei Tre Santi, sita in Via Paradiso, viene allestita la scena del martirio. Nella cappella che custodisce il Fercolo di Sant'Alfio si lucidano gli argenti e si provano le luci. Le strade si riempiono di bancarelle, vengono allestite le luminarie. Nella Chiesa della Campana si prepara il Busto Reliquiario di San Cirino (o, più semplicemente, Reliquia) contenente il cuore di Sant'Alfio. L’8 maggio, a partire dal 1999, si svolge una rappresentazione vivente.
Alle ore 20:00 del 9 maggio si apre il portone principale della Chiesa Madre. Una volta schiuso, fuoriesce il Capitolo dell'Ex Cattedrale con gli anziani della Confraternita che indossano la gualdrappa di velluto nero lucido. Seguono quindi i chierichetti, i canonici, il Comitato dei Festeggiamenti (già Deputazione), i Devoti Spingitori, i Labor Non Honor, gli scout e la banda musicale. Il corteo passa davanti al Municipio, dov'è issato il gonfalone della Città. Si giunge alla Chiesa della Campana imboccando Via Regina Margherita, Piazza Oberdan e Via San Francesco d'Assisi. Breve sosta davanti alla piccola Chiesa (nel luogo in cui si ipotizza fosse ubicata l’antica Cattedrale di Lentini dedicata a Santa Maria la Cava, distrutta dal terremoto del 1693), scampanio e fuochi d'artificio alle ore 21:00. La Festa ha ufficialmente inizio. Il corteo si spinge fino alla Chiesa della Fontana, risale via Lisso fino a Piazza Oberdan e, di nuovo, Piazza Umberto e Piazza Duomo tra la folla festante. Qui in piazza avviene u iocu focu del 9 Maggio alle ore 23:00, uno dei momenti culminanti della Festa: lo spettacolo dei fuochi d'artificio, il primo fra le tre serate. Il Busto Reliquiario rientra in Chiesa Madre: tutto è pronto per l'atteso momento successivo. I Devoti Spingitori si riuniscono davanti all'Ex Cattedrale. All'1:00 del 10 maggio si ha il rintocco della campana dell'orologio, lo scampanio del campanone principale, lo sparo di botti e l'apertura delle porte dell'Ex Cattedrale. I Devoti Spingitori gridano alcune invocazioni come «Agghiamamulu a Sant'Affiu!», «Agghiamamulu 'ccu tuttu u cori a Sant'Affiu!» o «Prima Diu e poi li Santi!» e la folla rispettivamente risponde con «Sant'Affiu!» o «Mattri Santi!». Inizia, a questo punto, uno dei momenti più suggestivi: i Nuri che percorrono il Giro Santo (a Via). Uomini a torso nudo, scalzi, che indossano solo un paio di calzoni bianchi corti e un nastro rosso, che tengono una mano dietro la schiena e nell'altra un cero o un mazzo di fiori. Corrono per le strade di Lentini ricordando il giro che compirono i Santi Martiri, tra le atroci sofferenze, per l'antica cinta muraria della città. Dietro a loro sopraggiungono anche le donne, scalze. Una corsa e un cammino silenziosi, tra due ali di folla ammutolita.
Alle ore 9:00 del mattino seguente, nell'altare eretto sulle tombe dei Tre Fratelli all'interno della Chiesa Madre, i sacerdoti celebrano la Santa Messa. La gente si riunisce in Piazza Umberto con indosso i vestiti migliori («i robbi di Sant'Affiu»). Dalla porta laterale della Chiesa Madre, in Via Garibaldi, esce portato a spalla dai Canonici lo scrigno con le Reliquie dei Tre Santi Alfio, Filadelfo e Cirino. Lo scrigno viene poggiato sul Fercolo di Sant'Alfio, ormai giunto davanti alla porta dell’Ex Cattedrale: è «a nisciuta do Santu», sono le 10:00 in punto del mattino. Tripudio di fuochi d'artificio. Il corteo esce dal sagrato: tempietto argenteo del Santo e dietro i chierici, i Cavalieri del Santo Sepolcro con l'antica divisa (mantello bianco crociato di rosso) e le loro Dame, le associazioni cattoliche, i canonici, il Comitato dei Festeggiamenti, i Devoti Spingitori, i Labor Non Honor, gli scout e la banda musicale. Il Sindaco e la Giunta Comunale si aggiungono alla processione quando quest’ultimo giunge davanti a Palazzo Scammacca, sede del Comune di Lentini. La folla dona alla Vara fiori, ceri, nastri, banconote; i bambini sono avvicinati alla statua e simbolicamente donati al Santo. Il corteo effettua il Giro d'onore in Piazza Umberto, poi continua per le strade principali della città. Alcuni dei momenti più salienti del percorso della Vara di Sant'Alfio nella giornata del 10 maggio sono - a partire dal 2019 - l’incontro con la statua di Santa Tecla Vergine nei pressi dell'icona dedicata ai Santi Martiri sita nell'antica Contrada Palmiere (oggi in Via Etnea, sul versante della località che in memoria dei Tre Fratelli prende il nome di Santuzzi, Carlentini), l'arrivo nel quartiere Quartarari, la salita presso la Chiesa di Santa Croce (Agghianata ra Santa Cruci) nel quartiere Sopra Fiera (Supra Fera) e, infine, l’arrivo presso l'Arco Trionfale (Potta Jaci), la porta dell'antica città sita in Piazza Oberdan. Dopo il fuoco dell'1:00 dell'11 maggio, il Fercolo va a riposare presso la Chiesa dei Tre Santi (o della Fontana).
La mattina seguente l'Arcivescovo Metropolita di Siracusa celebra il Solenne Pontificale in onore dei Santi Martiri Alfio, Filadelfo e Cirino. Nel pomeriggio la Vara riprende il suo giro: l'antico quartiere San Paolo, l'omaggio della città al Fercolo di Sant’Alfio in Piazza Umberto, la Chiesa della Santissima Trinità e San Marziano. A notte fonda (o persino all'alba) lo sparo del mortaio e il suono delle campane: sono aperte le porte della Chiesa Madre. Si forma un corteo composto dal Capitolo dell'Ex Cattedrale e dal Sindaco, che risalgono Via Regina Margherita andando incontro al Fercolo di Sant'Alfio che termina il suo giro rientrando in Chiesa Madre. Nuovi boati e saluti da parte di folla e campane. «Si voli Diu, Sant’Affiuzzu, l’annu prossimu ni viremu».
I festeggiamenti in onore dei Santi Martiri a Lentini rientrano tra gli appuntamenti religiosi più importanti nel panorama italiano e e siciliano. Fede, folklore e tradizione qui si uniscono in una delle più emozionanti Feste dell'isola. I Santi Martiri Alfio, Filadelfo e Cirino - insieme con la Madonna - sono i Patroni tutelari della vetusta città di Lentini e il loro culto è presente in altre città nella penisola e nel mondo. Li Tri Santi vengono celebrati dal popolo lentinese, con amore e devozione, il 9-10-11 maggio nonché il 2 settembre (data che ricorre la traslazione delle Sacre Reliquie dei Tre Fratelli a Lentini, nel 1517).

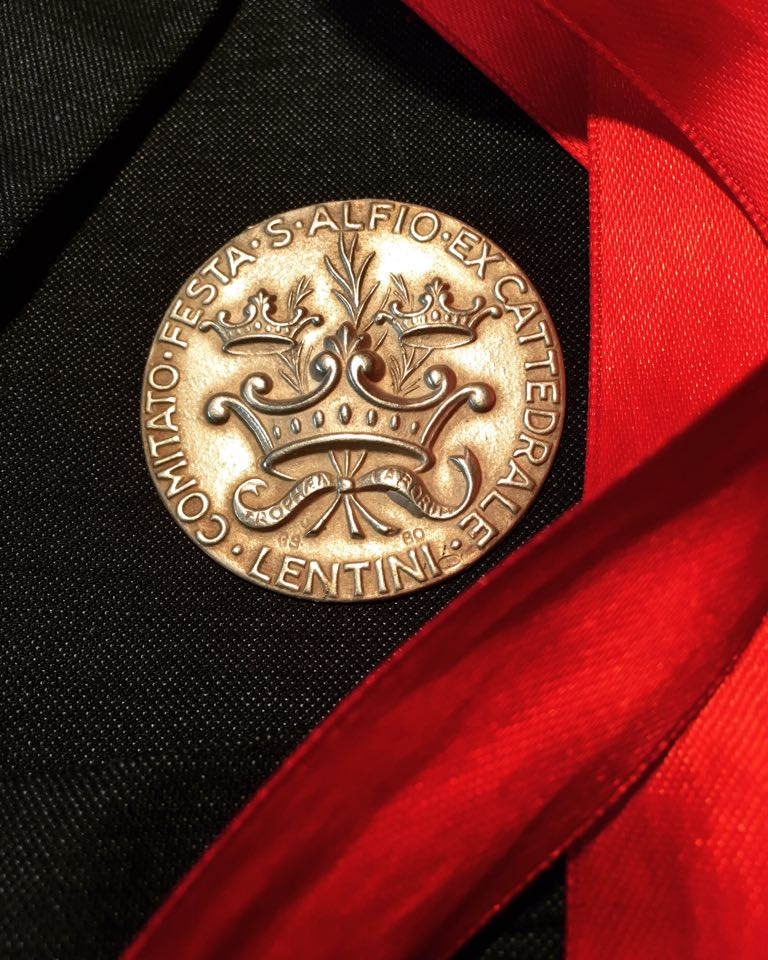
Spilla del Comitato Festa Sant'Alfio - Lentini (SR)

Nella notte tra il 10 e l'11 maggio, il Fercolo di Sant'Alfio viene riposto all'interno della Chiesa dei Tre Santi (o della Fontana), luogo del martirio, per riposare insieme ai suoi Fratelli.
Gli spari dei mortaretti che anticipano la festa e caratterizzano la Novena, dal 1° al 9 maggio, prevedono esattamente ventuno colpi: si ipotizza fosse il numero degli appartenenti all'antica Deputazione (oggi Comitato dei Festeggiamenti), un organo i cui membri venivano originariamente designati dal Comune - piuttosto che dall'entità ecclesiastica come avviene oggi - tra le nobili famiglie e le figure di spicco in città.

## Statua
La statua in argento raffigurante Sant'Alfio seduto sul trono, come si può evincere dalla scritta riportata sulla parte posteriore della base quadrangolare della stessa, è stata realizzata nel 1754 per mano di due autori (padre e figlio) di Siracusa: «Placidus & Vincentius Pater & Filius Siracusani hoc Simulacrum costruxeant Anno 1754». La sedia in argento, invece, è stata donata dal Barone Giuseppe Luigi Beneventano nei primissimi anni del Novecento. Infine, per quanto concerne la costruzione del Fercolo (in particolar modo la parte superiore, ossia il tempietto argenteo), la realizzazione venne affidata nel luglio del 1852 all'argentiere di Catania dal nome Emanuele Puglisi: «Emanuele Puglisi lavorò, e disegnò, nel 1852». I lavori sarebbero durati almeno due anni. Ciò giustificherebbe, peraltro, le numerose somiglianze che intrecciano il Fercolo lentinese di Sant'Alfio con il Fercolo catanese di Sant'Agata.

## Bibliografia

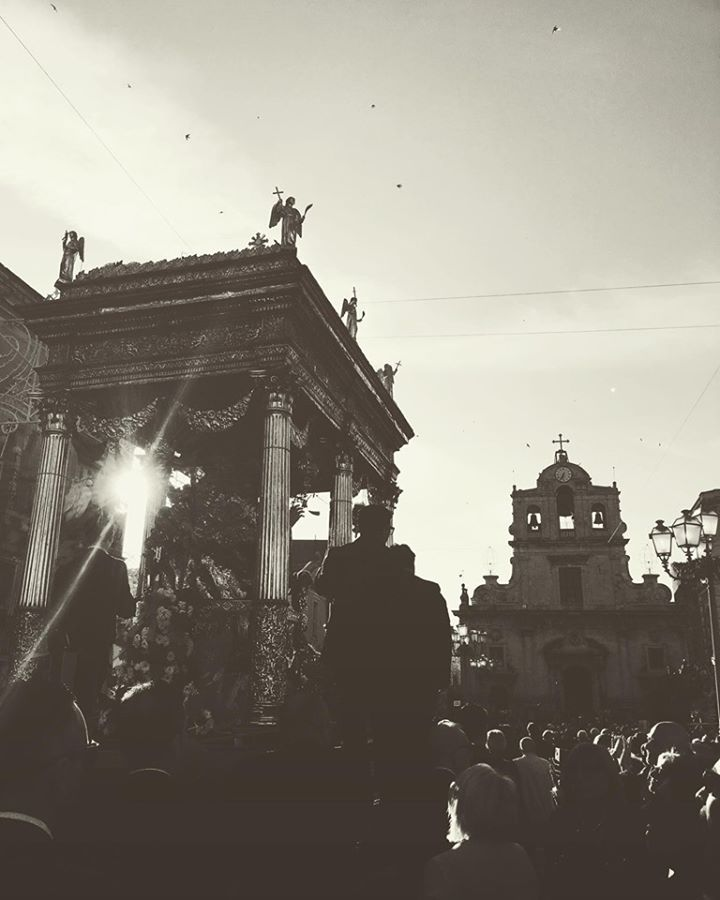
Fercolo di Sant'Alfio in Piazza Umberto I - Lentini (SR)